# فر ان تاردینویز
فر ان تاردینویز (به فرانسوی: Fère-en-Tardenois) یک کمون (فرانسه) در فرانسه است که در ان (ا-دو-فرانس) واقع شده‌است. فر ان تاردینویز ۲۰٫۴ کیلومتر مربع مساحت دارد ۱۲۵ متر بالاتر از سطح دریا واقع شده‌است.

## خواهرخوانده
شهر ورتینگن خواهرخواندهٔ فر ان تاردینویز هست.